# ATP Challenger Eilat
Der ATP Challenger Eilat (offiziell: Eilat Challenger) war ein Tennisturnier, das 1997 einmal in Eilat, Israel, stattfand. Es gehörte zur ATP Challenger Tour und wurde im Freien auf Teppich gespielt.

## Liste der Sieger

### Einzel
| Jahr | Sieger        | Finalgegner    | Ergebnis |
| ---- | ------------- | -------------- | -------- |
| 1997 | Tuomas Ketola | Neville Godwin | 6:3, 6:4 |

### Doppel
| Jahr | Sieger                           | Finalgegner                | Ergebnis |
| ---- | -------------------------------- | -------------------------- | -------- |
| 1997 | Patrick Baur Andrei Tscherkassow | Sander Groen Rogier Wassen | 6:3, 7:6 |